# Galerie Kotelna (Galerie moderního šperku)

## Historie
Idea galerie autorského šperku vznikla po mimořádném úspěchu výstavy Český moderní šperk ve Stříbře (1997), kterou inicioval jako kurátor Pavel Opočenský. Představilo se na ní 21 autorů a kolektivní katalog k výstavě podnítil sérii výstav v zahraničí (Nijmegen, Bukurešť, Vilnius).
V prosinci 1997 založil Pavel Opočenský galerii autorského šperku v bývalé kotelně v ulici Na Slupi. Galerie zahájila provoz dvěma výstavami Český ateliérový šperk a svou činnost ukončila po čtyřech letech výstavou Martiny Minárikové. Kromě českých šperkařů zde vystavovala řada osobností ze zahraničí. Roku 1999 se v Galerii Kotelna konala výstava Eros: moderní český šperk, která probíhala paralelně i na Výstavišti a v Galerii U prstenu a převzaly ji galerie v Liberci, Benešově, Českých Budějovicích a v Bratislavě.
Galerie Kotelna vydala také několik autorských katalogů a kolektivní katalog k výstavě Eros.

## Výstavy
- 1997 Ateliérový šperk
- 1998 Český ateliérový šperk II
- 1998 Pavel Opočenský: Bakelitomanie
- 1998 Karel Votipka: Výstava šperků
- 1998 Jiří Jahelka
- 1998 Jiří Šibor: Duplex mobile
- 1998 René Hora: Šperky
- 1999 Eros: Moderní český šperk,
- 1999 Dana Bezděková
- 1999 Thomas Gentille
- 1999 Susan Ewing: Lekce češtiny
- 2000 Martina Mináriková: Kosmická hra

### Pořadatel výstav mimo galerii Kotelna
- 1999 Eros: Moderní český šperk, Výstaviště Praha, Praha - Holešovice
- 1999 Eros: Moderní český šperk, Galerie U prstenu, Praha
- 2000 Eros: Moderní český šperk, Severočeské muzeum p.o., Liberec
- 2000 Eros: Moderní český šperk, Muzeum umění Benešov, Benešov
- 2000 Eros: Moderní český šperk, Galerie Hrozen, České Budějovice
- 2000 Eros: Moderní český šperk, Galéria Médium, Bratislava

## Vydavatel
- Daniela Krechlová: Pavel Opočenský: Lyžebrože, Galerie Kotelna 1998
- Kateřina Nora Nováková: Eros (Moderní český šperk / Moder Czech Jewelry), Galerie Kotelna 1999
- Pavel Opočenský: Zkamenělá tekutina - Petrified liguid, Galerie Kotelna 2000
- Michaela Kádnerová: Pavel Opočenský: Alu-Bond 001-050, Galerie Kotelna 2000
- Michaela Kádnerová: Pavel Opočenský: Fragilitas Tenax, Galerie Kotelna 2001, ISBN 80-238-6746-6